# Armin Strohmeyr
Armin Strohmeyr (* 23. Mai 1966 in Augsburg) ist ein deutscher Schriftsteller.

## Leben
Armin Strohmeyr wuchs in Königsbrunn auf. Er besuchte Gymnasien in Königsbrunn und Augsburg. Nach Abitur und Zivildienst studierte er von 1987 bis 1992 an der Universität Augsburg Neuere Deutsche Literaturwissenschaft, Französische Literaturwissenschaft und Musikwissenschaft. Nach Abschluss des Studiums (Magister Artium) war er von 1993 bis 1997 Redakteur des Jahrbuchs „Schwäbischer Hauskalender“ in Augsburg. 1997 promovierte er mit einer Dissertation über Klaus Mann zum Dr. phil. an der Universität Augsburg bei Helmut Koopmann. Seit 1998 ist er freiberuflicher Schriftsteller und lebt in Berlin. Neben etlichen Buchpublikationen ist er Autor zahlreicher Radio-Features für BR, SWR, HR, NDR, RBB, RB. Zudem schrieb er Stücke (Schattenspiele) für das Figurentheater und war als Herausgeber tätig. Er ist Mitglied des VS Berlin und des PEN Zentrums Deutschland.

## Werke

### Lyrikbände
- Projektile. Gedichte. WiderWort, Stadtbergen 1996, ISBN 3-931526-05-4
- Trostpflaster Venedig: wolkennah. Gedichte. Roter Milan, Augsburg 1997, ISBN 3-9805306-1-2
- Neuseeländische Lieder. Gedichte. Roter Milan, Augsburg 1997, ISBN 3-9805306-4-7
- Jelängerjelieber. Gedichte. Wiesenburg, Schweinfurt 2006, ISBN 3-939518-05-0
- Ende der Schonzeit. Gedichte. Wiesenburg, Schweinfurt 2015, ISBN 978-3-95632-276-1

### Romane
- Dame mit rotem Kater, Wiesenburg, Schweinfurt 2015, ISBN 978-3-95632-277-8
- Ferdinandea. Die Insel der verlorenen Träume, Südverlag, Konstanz 2021, ISBN 978-3-87800-142-3
- Janke oder Die Reise zum Nil, Südverlag, Konstanz 2022, ISBN 978-3-87800-156-0

### Sachbücher
- Traum und Trauma. Der androgyne Geschwisterkomplex im Werk Klaus Manns, Roter Milan, Augsburg 1997, ISBN 3-9805306-5-5
- Klaus und Erika Mann. Les enfants terribles, Rowohlt Berlin, Berlin 2000, ISBN 3-87134-393-5
- Klaus Mann, Deutscher Taschenbuch Verlag, München 2000, ISBN 3-423-31031-6
- Annette Kolb. Dichterin zwischen den Völkern, Deutscher Taschenbuch Verlag, München 2002, ISBN 3-423-30868-0. Überarbeitete Neuausgabe: Piper, München 2017, ISBN 978-3-492-31217-2 (Druckversion), ISBN 978-3-492-97795-1 (E-Book)
- George Sand. „Glauben Sie nicht zu sehr an mein satanisches Wesen“. Eine Biografie, Reclam Leipzig, Leipzig 2004, ISBN 3-379-00808-7
- Klaus und Erika Mann. „Wir traten wie Zwillinge auf“. Eine Biografie, Reclam Leipzig, Leipzig 2004, ISBN 3-379-20113-8
- Die Frauen der Brentanos. Porträts aus drei Jahrhunderten. Claassen, Berlin 2006, ISBN 978-3-546-00389-6, ISBN 3-546-00389-6
- Sophie von La Roche. Eine Biografie. Reclam Leipzig, Leipzig 2006, ISBN 978-3-379-00835-8, ISBN 3-379-00835-4
- Verlorene Generation. Dreißig vergessene Dichterinnen und Dichter des ‚Anderen Deutschland‘, Atrium, Zürich 2008, ISBN 978-3-85535-721-5
- Glaubenszeugen der Moderne. Die Heiligen und Seligen des 20. und 21. Jahrhunderts, Patmos, Mannheim 2010, ISBN 978-3-491-72547-8
- Die Frauen der Brentanos. Porträts aus drei Jahrhunderten. List, Berlin 2010, ISBN 978-3-548-60949-2
- Urlaub im Kloster. Deutschland. Katholische, evangelische und ökumenische Klöster und Kommunitäten, Patmos, Ostfildern 2011, ISBN 978-3-8436-0019-4
- Abenteuer reisender Frauen. 15 Porträts, Piper, München 2012, ISBN 978-3-492-27431-9 (Druckversion), ISBN 978-3-492-95895-0 (E-Book). Illustrierte Neuausgabe: Malik National Geographic, München 2014, ISBN 978-3-492-40566-9
- Verkannte Pioniere. Erfinder, Abenteurer, Visionäre, Styria, Wien 2013, ISBN 978-3-222-13394-7 (Hardcover), ISBN 978-3-222-13507-1 (Softcover)
- First Ladys. Die Frauen der deutschen Bundespräsidenten. 11 Porträts, Styria, Wien 2013, ISBN 978-3-222-13395-4
- Einflussreiche Frauen. 12 Porträts, Piper, München 2014, ISBN 978-3-492-30374-3 (Druckversion), ISBN 978-3-492-96299-5 (E-Book)
- Geheimnisvolle Frauen. Rebellinnen, Mätressen, Hochstaplerinnen, 12 Porträts, Piper, München 2014, ISBN 978-3-492-30605-8 (Druckversion), ISBN 978-3-492-96775-4 (E-Book)
- Uns gehört die Welt. Schreibende Frauen erobern die Fremde. 9 Porträts, Piper, München 2016, ISBN 978-3-492-27392-3 (Druckversion), ISBN 978-3-492-97180-5 (E-Book). Illustrierte Neuausgabe: Malik National Geographic, München 2018, ISBN 978-3-492-40630-7
- George Sand. Glauben Sie nicht zu sehr an mein satanisches Wesen. Biografie, Herder, Freiburg i. B. 2016, ISBN 978-3-451-06814-0 (Druckversion), ISBN 978-3-451-80771-8 (E-Book)
- Die leuchtenden Länder. Reisende Frauen erkunden den Orient. 9 Porträts, Piper, München 2017, ISBN 978-3-492-30967-7 (Druckversion), ISBN 978-3-492-97599-5 (E-Book)
- Weltensammlerinnen. Spektakuläre Reiseabenteuer mutiger Frauen. 9 Porträts, Piper, München 2018, ISBN 978-3-492-30966-0 (Druckversion), ISBN 978-3-492-99065-3 (E-Book). Illustrierte Neuausgabe: Malik National Geographic, München 2021, ISBN 978-3-492-40647-5
- „Sie war die wunderbarste Frau ...“. Das Leben der Sophie von La Roche, Südverlag, Konstanz 2019, ISBN 978-3-87800-126-3
- Dichterkinder. Liebe, Verrat und Drama – der Kreis um Klaus und Erika Mann, Piper Verlag, München 2020, ISBN 978-3-492-31534-0 (Druckversion), ISBN 978-3-492-99433-0 (E-Book)
- Große Philosophinnen. Wie ihr Denken die Welt prägte. 10 Porträts, Piper Verlag, München 2021, ISBN 978-3-492-31539-5 (Druckversion), ISBN 978-3-492-99900-7 (E-Book)
- Lady Hester Stanhope. Königin des Orients. Biografie, Südverlag, Konstanz 2021, ISBN 978-3-87800-148-5
- „Wir sind unser sechs“ – Die Geschichte der Geschwister Mann. Was Erika, Klaus, Golo, Monika, Elisabeth und Michael verband und was sie trennte. Piper Verlag, München 2023, ISBN 978-3-492-31702-3 (Druckversion)
- Furchtlose Frauen und wie sie die Welt eroberten. 12 Porträts, Piper Verlag, München 2024, ISBN 978-3-492-32041-2
- Allianz der Heimatlosen. Erika Mann, Klaus Mann & Annemarie Schwarzenbach. Verlag Ebersbach & Simon, Berlin und Köln 2024, ISBN 978-3-86915-306-3
- Wir Sonntagskinder. Gottfried Benn und Thea Sternheim, Verlag Ebersbach & Simon, Berlin 2025, ISBN 978-3-86915_321-6

### Herausgeberschaften
- Hedwig Lachmann: Werke in einem Band, Roter Milan, Augsburg 1996, ISBN 3-9805306-0-4
- Oskar Schürer: Das dichterische Werk, Roter Milan, Augsburg 1997, ISBN 3-9805306-2-0
- Der Freitod. Eine literarische Anthologie. Texte aus der deutschen Literatur vom Mittelalter bis zur Gegenwart, Klöpfer & Meyer, Tübingen 1999, ISBN 3-931402-45-2
- Hedwig Lachmann: Vertraut und fremd und immer doch noch ich. Gedichte, Nachdichtungen und Essays, Wißner, Augsburg 2003, ISBN 3-89639-415-0
- Windsbräute. Deutsche Lyrikerinnen, Reclam Leipzig, Leipzig 2005, ISBN 3-379-00831-1
- Bleibt die Zeit verwunschen stehn. Abendgedichte, Reclam Leipzig, Leipzig 2005, ISBN 3-379-00834-6
- Gedichte zur guten Nacht, Reclam Leipzig, Leipzig 2006, ISBN 978-3-379-00842-6, ISBN 3-379-00842-7
- Luise Straus-Ernst: Zauberkreis Paris. Roman aus dem Exil, Südverlag, Konstanz 2022, ISBN 978-3-87800-157-7
- Adrienne Thomas: Ein Fenster am East River. Roman aus dem New Yorker Exil, Südverlag, Konstanz 2022, ISBN 978-3-87800-162-1

Übersetzungen
- Dez mulheres filósofas: E como suas ideias marcaram o mundo, Grupo Editorial Record, Rio de Janeiro 2022, ISBN 978-65-5587-393-1

## Auszeichnungen und Stipendien
- 2005: Kulturpreis der Stadt Königsbrunn[1]
- 2010: Burgschreiber zu Beeskow[2]
- 2014: Prämierung des Buchs Verkannte Pioniere mit dem 3. Platz „Das historische Buch des Jahres 2014“ in der Kategorie „Unterhaltung“ durch die Zeitschrift DAMALS. Zugleich wird das Buch gemeinsam mit vier anderen vom Österreichischen Bundesministerium für Wissenschaft und Forschung und der Buchkultur Verlagsgesellschaft Wien in der Rubrik „Naturwissenschaft/Technik“ beim Wettbewerb „Wissenschaftsbuch des Jahres 2014“ nominiert.
- 2014: Aufenthaltsstipendium im Künstlerhaus Schloss Wiepersdorf
- 2016: Aufenthaltsstipendium im Künstlerhaus Lukas, Ahrenshoop